# Історія відкриття і освоєння українських ртутних руд
Історія відкриття і освоєння українських ртутних руд

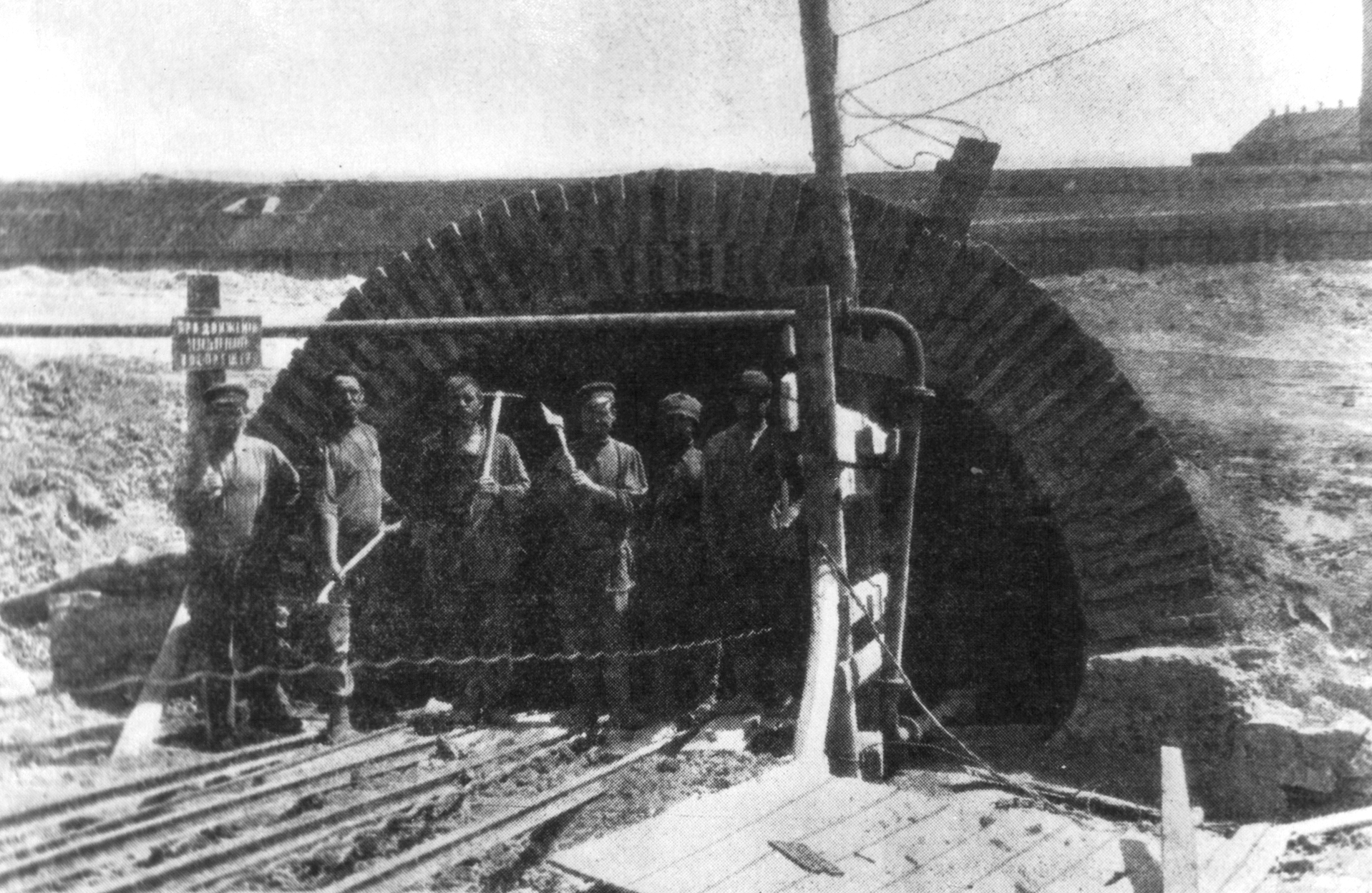
Шахта Софія. «Товариство ртутного виробництва «О. Ауербах і Ко». Початок XX ст.

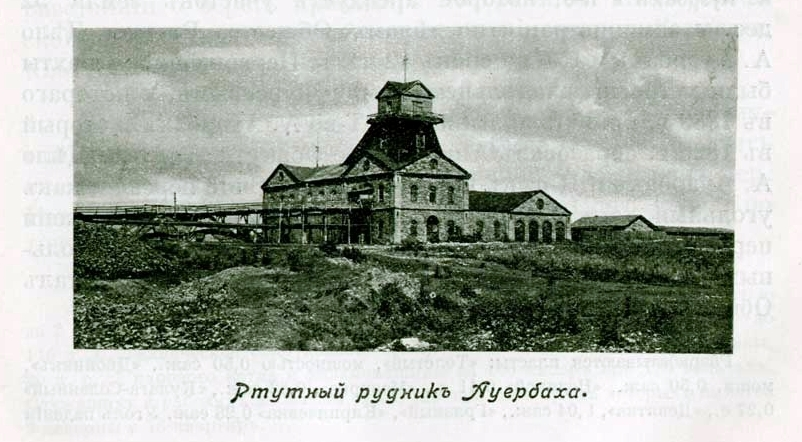
Ртутний рудник Акціонерного товариства "Ртутна і вугільна справа Ауербаха і Ко". Літографія початку XX ст.

У 1879 р. донбаський гірничий інженер, управляючий Чегарської вугільної копальні Міненков Аркадій Васильович зовсім випадково відкрив ртутні руди неподалік залізничної станції Микитівка на щойно побудованій Азовсько-Харківсько-Курській магістралі.

## Обставини відкриття Микитівських ртутних руд
Міненков очікував поїзд на Харків, часу було вдосталь і він вирішив пройтися по пристанційному  селищу. Прогулюючись, звернув увагу на кам’яні паркани вздовж вулиці, складені брилами пісковику з характерними червоними вкрапленнями. З цього ж каменя було виконано і перон станції. Розпитав місцевих мешканців і встановив де знаходяться каменоломні, — виявилося, що у 4-х верстах від залізниці. Це були давні шахти глибиною 12-20 метрів, просто «набиті кіновар’ю і ртутною рудою». Поряд з каменоломнями А.Міненков виявив покинутий старовинний рудник кіноварі, побудований, імовірно, ще давніми праслов’янами.
Аркадій Васильович звернувся зі своїм відкриттям до відомого гірничого інженера і практика О.А. Ауербаха. Вони з Міненковим, розуміючи важливість відкриття, але не маючи достатнього досвіду видобутку і переробки руд ртуті, поїхали до Австрії та Іспанії, на той період — світових центрів видобутку ртуті. 

## Перші рудники ртуті в Україні
Повернувшись, Ауербах і Міненков вирішують побудувати у Микитівці рудник, завод «по перегонці ртуті» і поселення для робітників. Підключивши інших компаньйонів, вони організували «Товариство ртутного виробництва «О. Ауербах і Ко». Ртутновидобувний комплекс назвали іменем дружини Ауербаха — «Софіївський», до нього крім заводу входили ртутні шахти «Софія», «Чегарники», «Железнянка», а пізніше і вугільні шахти. Будівництво заводу розпочали весною 1886 р., а вже 14 грудня випалили першу партію ртутної руди. У 1889 р. побудовано рудник № 5 «Альберт», у 1897 р. побудована шахта № 7 «Альфред». До речі, з описом першого Микитівського ртутного заводу авторства О. Ауербаха можна ознайомитися в «Горном журнале» за 1888 рік.
Тільки за 1897 р. було видобуто 5,8 млн пудів (95000 т) руди, виплавлено 37600 пудів (626,6 тонни) ртуті. Справа пішла так добре, що Микитівський завод не тільки забезпечив всю країну ртуттю, але й почав її експортувати, витісняючи з міжнародного ринку австрійську та іспанську продукцію. Лондонський банк Ротшильда, який володів найбільшою у світі ртутною копальнею в Іспанії  (родовище Альмаден), запропонував Ауербаху продати підприємство. Але на загальних зборах Акціонерного товариства вирішили відмовити в цьому банку Ротшильда. 
Цікавою є інформація про побут шахтарів і робітників, які видобували і переробляли ртуть. Для службовців було побудовано 5 двоквартирних будинків по 3 кімнати у кожній квартирі, для кваліфікованих робітників — 12 таких же будинків по 2 кімнати на квартиру. Сімейні некадрові робітників мали будинки-землянки. Неодружені робітники жили в 5 великих казармах. Опалення (вугілля) і вода, а також ліки були безплатними. Пізніше побудували лікарню і школу. Всім 20-го числа кожного місяця виплачувалася заробітна плата, до Великодня і Різдва видавали «нагородні» у розмірі зарплати.
Наприкінці XIX ст. ситуація погіршується. У 1897 р. Акціонерне товариство покидає його досвідчений співзасновник А. Міненков, достойної заміни якому не знайшлося. У січні 1899 р. на шахті «Софія» виникла пожежа, яка завдала копальні великої шкоди, шахту затопили і вона випала з виробничого циклу. О. Ауербах, економічно оцінивши ситуацію, частково переорієнтовується на видобування вугілля.
На початку XX ст. розвитку ртутної справи завадила спершу економічна криза в Росії у  1900-1902 рр., а потім російсько-японська війна 1904-1905 рр. Восени 1906 р. на зборах акціонерів вирішили шукати нових солідних підприємців для продажу або здачі у оренду ртутних і вугільних копалень. Такий багатий інвестор знайшовся — купець Животовський уклав з Товариством договір оренди вугільних копалень на 12 років.  
1907 р. у Брюсселі купцем Животовським засноване акціонерне товариство «Оренда вугільних копалень О. Ауербаха», пакетом акцій якого володів також Азово-Донський банк. Це Товариство у1908-1910 рр. експлуатувало тільки вугільні копальні, але не витримало удару кризи і самоліквідувалося. Ртутні копальні з 1908 р. були законсервовані, шахти затоплені. До 1912 р. ртуть не видобувається і не виробляється.

## Розвиток видобутку ртуті в Україні
У 1912-1913 рр. відбувається економічний підйом, «Акціонерне товариство О. Ауербаха» розвідує нові поклади ртутних руд, купує вугільні копальні. Ухвалене рішення про будівництво нового ртутнопереробного заводу, до чого підключається австрійська фірма «Аухаген». Але Перша світова війна 1914-1918 рр. порушує всі ці плани. У 1915 р. на недобудованому заводі починають виготовляти ртуть для військової промисловості. У 1916 р. помирає інженер і промисловець О. Ауербах, який зумів поставити вітчизняне ртутне виробництво на сучасну (для того часу) науково-технічну основу.
У 1917 р. акціонерне товариство «Ртутное и угольное дело А. Ауэрбаха и Ко» припинило своє існування, а 1918 р. воно було націоналізоване. У 1927 р. Микитівські ртутні підприємства разом з вугільними перетворені на єдиний комплекс — «Микитівський ртутний комбінат». У  1957 р. почалася реконструкція комбінату і його розширення, організовано видобуток руд найдешевшим — відкритим способом (це менш екологічний спосіб видобутку, ніж шахтний, але екологія видобутку і переробки микитівської ртутної руди — це зовсім інша розмова). У 1960-х роках вітчизняна ртутна промисловість, в основному «Микитівський ртутний комбінат», повністю задовольняли потреби СРСР у чистій ртуті, при цьому експортували її у Велику Британію, Францію, ФРН, Швейцарію, Голландію, Японію. «Микитівський ртутний комбінат» навіть випередив США за виробництвом «живого срібла».

## Сучасний час
Наприкінці XX ст. потреба у ртуті суттєво зменшилася — винайдені нові, менш токсичні препарати у медицині і техніці. Пострадянські країни, в тому числі і Україну, охопила затяжна криза, «Микитівський ртутний комбінат» визнано банкрутом, працювала ліквідаційна комісія. 
У 2001 р. завод знову відновив свою роботу. Сьогодні працює ВАТ «Микитртуть», яке спеціалізується на виробництві металічної ртуті марок: Р-0, Р-1, Р-2. 